# 中堀僖庵
中堀 僖庵（なかぼり きあん、生没年不詳）は、江戸時代前中期の俳人。

## 経歴・人物
元禄頃に梅月堂閑酔に学ぶ。享保3年（1718年）に俳書「荻のしをり」を刊行した。